# Équipe de Slovaquie féminine de football
Cet article traite de l'équipe féminine. Pour l'équipe masculine, voir Équipe de Slovaquie de football.
Maillots
L'équipe de Slovaquie féminine de football est l'équipe nationale qui représente la Slovaquie dans les compétitions internationales de football féminin. Elle est gérée par la Fédération slovaque de football.
La Slovaquie joue son premier match officiel le 21 juin 1993 contre la Tchéquie (défaite 6-0). Les Slovaques n'ont jamais participé à une phase finale de compétition majeure de football féminin, que ce soit le Championnat d'Europe féminin de football, la Coupe du monde ou les Jeux olympiques.

## Classement FIFA
| Année              | 2003 | 2004 | 2005 | 2006 | 2007 | 2008 | 2009 | 2010 | 2011 | 2012 | 2013 | 2014 | 2015 | 2016 | 2017 | 2018 | 2019 | 2020 | 2021 | 2022 | 2023 | 2024 |
| ------------------ | ---- | ---- | ---- | ---- | ---- | ---- | ---- | ---- | ---- | ---- | ---- | ---- | ---- | ---- | ---- | ---- | ---- | ---- | ---- | ---- | ---- | ---- |
| Classement mondial | 37   | 42   | 43   | 34   | 38   | 38   | 37   | 42   | 39   | 41   | 45   | 47   | 46   | 41   | 47   | 45   | 47   | 45   | 44   | 46   | 49   | 49   |